# Pike Creek Valley
Pike Creek Valley é uma região censo-designada localizada no estado americano do Delaware, no Condado de New Castle. Possui mais de 11 mil habitantes, de acordo com o censo nacional de 2020.

## Geografia
De acordo com o Departamento do Censo dos Estados Unidos, a região tem uma área de 7,44 km², dos quais 7,43 km² estão cobertos por terra e 0,01 km² (0,1%) por água.

## Demografia

### Censo 2020
Segundo o censo nacional de 2020, a sua população é de 11 692 habitantes e sua densidade populacional de 1 572,6 hab/km². Seu crescimento populacional na última década foi de 4,2%, abaixo do crescimento estadual de 10,2%.
Possui 5 472 residências que resulta em uma densidade de 736,0 residências/km² e um aumento de 4,3% em relação ao censo anterior. Deste total, 4,3% das unidades habitacionais estão desocupadas. A média de ocupação é de 2,2 pessoas por residência.
A renda familiar média é de 74 871 dólares e a taxa de emprego é de 67,5%.